# Henricia sexradiata
Henricia sexradiata är en sjöstjärneart som först beskrevs av Perrier 1881.  Henricia sexradiata ingår i släktet Henricia och familjen krullsjöstjärnor. Inga underarter finns listade i Catalogue of Life.